# کفار عتصیون
کِفار عتصیون (به عبری: כפר עציון) یک کیبوتص و شهرک یهودی‌نشین است که بر روی کوه‌های یهودا و در فاصله میانی شهرهای اورشلیم و حبرون در قسمت جنوبی استان یهودا و شومرون واقع شده‌است.
کیبوتص کفار عتصیون در سال ۱۹۲۷ میلادی، توسط یهودیان یمنی‌الاصل تأسیس شد.